# Cruis'n Exotica
Cruis'n Exotica és un videojoc de curses, en un principi per arcade llançat l'any 1999, el qual és la continuació del videojoc de curses (arcade) del 1996 anomenat Cruis'n World. El joc és molt similar al Cruis'n World, però aquest utilitza un sistema de contrasenyes, com el San Francisco Rush 2049. Les pantalles de joc se situen en llocs exòtics a tot el planeta, com Las Vegas, Tailàndia i/o el planeta Mart.
Aquest videojoc també es va llançar per Nintendo 64, però com els seus predecessors la versió arcade va fer-se més popular. El jugador podia triar un personatge, com a conductor, incloent-hi un extraterrestre, un bebè, un pallasso i un vaquer.
Hi ha tres modes de videojocs: el Cruis'n Challenge, Cruis'n Freestyle i Cruis'n Exotica.

## Cotxes reals
Una de les característiques del Cruis'n Exotica és que tenia llicències de vehicles, per la versió de Nintendo 64, hi aquests cotxes eren substituïts per altres més futuristes i ficticis. Aquests cotxes són:
- Jeep Wrangler
- Plymouth Prowler
- Chevrolet Corvette
- Hummer H1
- Ford Mustang
- Dodge Viper

## Altres cotxes
- 1950's Convertible
- Hippy Bus
- Station Wagon
- Jet Car
- Muscle Car
- Semi truck
- Shelby Series I

## Pistes
- Corea
- Atlàntida
- Sàhara
- Hong Kong
- Alaska
- Las Vegas
- Índia
- Irlanda
- Països Baixos
- Amazones
- Tibet
- Mart